# Erwin Wilczek
Erwin Feliks Wilczek (* 20. November 1940 in Nowa Wieś / Antonienhütte, Oberschlesien; † 30. November 2021) war ein polnischer Fußballspieler.

## Laufbahn
Seine Karriere begann er bei Wawel Wirek. 1954 bis 1959 spielte er bei Zryw Chorzów. In den Jahren 1959–1973 wurde er mit Górnik Zabrze einer der besten polnischen Spieler. Für Górnik bestritt er 394 Spiele und schoss 96 Tore. Er wurde neunmal polnischer Meister und sechsmal Pokalsieger. 1970 spielte er mit Górnik Zabrze im Finale des Europapokals der Pokalsieger, das Górnik 2:1 gegen Manchester City verlor. 1973 folgte der Wechsel zu US Valenciennes, wo er der beste Torschütze der 2. französischen Liga wurde.
Während seiner Zeit in Zabrze wurde Wilczek Nationalspieler. Mit der polnischen Nationalmannschaft bestritt er zwischen 1961 und 1969 16 Spiele und erzielte dabei zwei Tore.
Nach Beendigung der Spielerkarriere wurde er zunächst Jugendtrainer bei Górnik Zabrze. Anschließend ging er erneut nach Valenciennes, um dort Trainer zu werden. Seine letzten beiden Trainerstationen waren AS Sogara Port Gentil (Gabun) und die Nationalmannschaft Gabuns. AS Sogara Port Gentil führte er bis in das Finale des Afrika-Meister-Cups.
1986 beendete Erwin Wilczek endgültig seine Karriere und lebte zuletzt in Frankreich.

## Erfolge als Spieler
- Polnischer Meister: 1959, 1961, 1963, 1964, 1965, 1966, 1967, 1971, 1972
- Polnischer Pokalsieger: 1965, 1968, 1969, 1970, 1971, 1972
- Finalteilnahme im Europapokal der Pokalsieger: 1970